# Erikssonia cooksoni
Erikssonia cooksoni är en fjärilsart som beskrevs av Druce 1905. Erikssonia cooksoni ingår i släktet Erikssonia och familjen juvelvingar. Inga underarter finns listade i Catalogue of Life.

## Bildgalleri

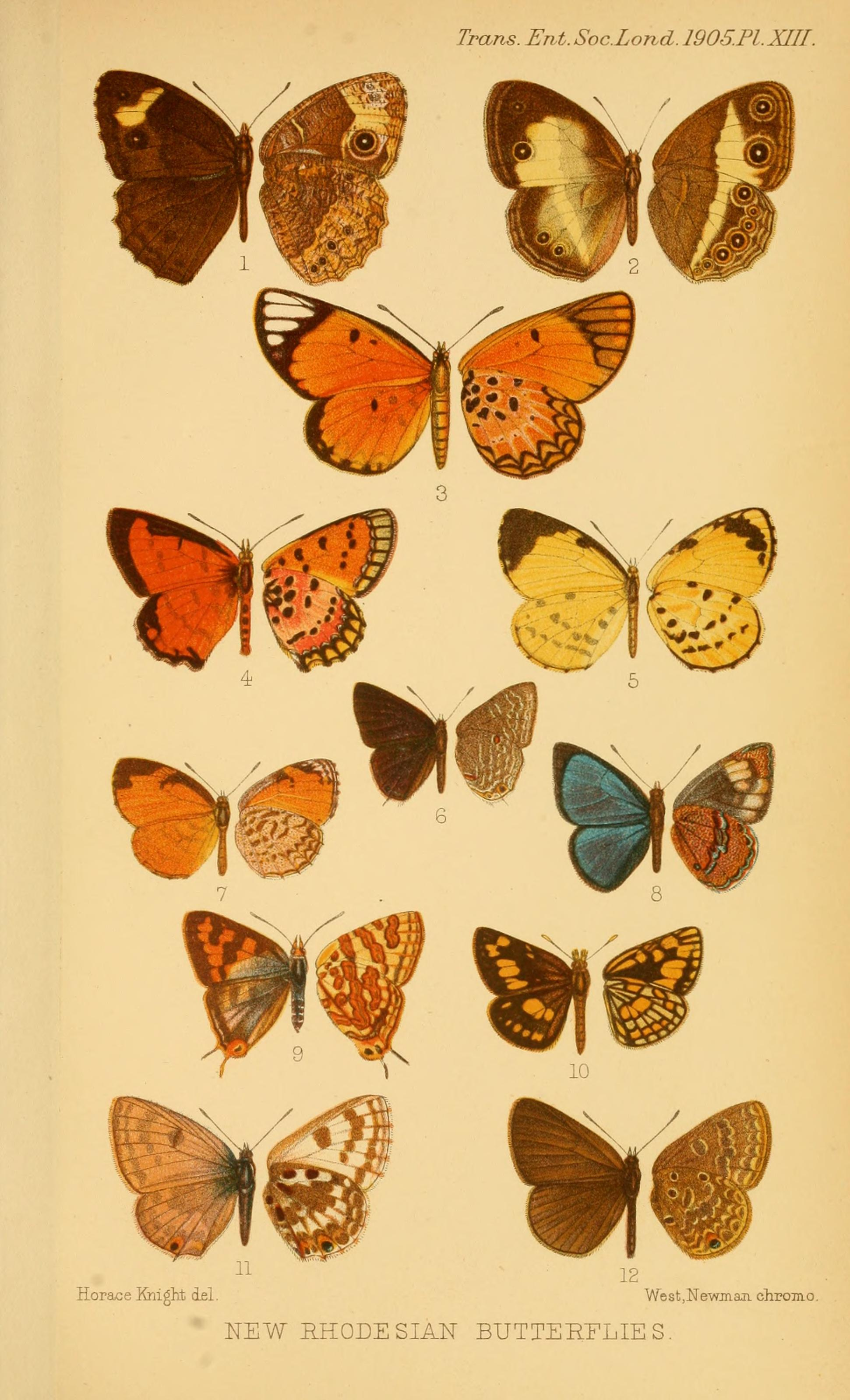